# Anuschka Gläser
Anuschka Gläser (* 19. August 1969 in Stuttgart) ist eine frühere deutsche Eis- und Rollkunstläuferin. Als Eiskunstläuferin startete sie im Paarlauf.

## Karriere
Zum Eiskunstlaufen kam Anuschka Gläser im Alter von vier Jahren und startete für den Stuttgarter ERC. Sie war Paarläuferin und lief zunächst mit Stefan Pfrengle. Nach Mannheim holte sie der Landestrainer von Baden-Württemberg und 10-fache polnische Paarlaufmeister Peter Sczypa. Er formte das Paar Gläser/Pfrengle und führte sie 1989 und 1990 zum Titelgewinn der Deutschen Paarlauf Eiskunstlaufmeisterschaft. In diesen Jahren feierten sie zugleich ihre größten internationalen Erfolge mit dem 9. Platz bei den Weltmeisterschaften in Paris und dem 5. Platz bei den Europameisterschaften in Sankt Petersburg. Nach dem Karriereende Stefan Pfrengles fand Anuschka Gläser einen neuen Partner in Axel Rauschenbach. Mit ihm wurde sie 1994 ebenfalls Deutsche Meisterin im Paarlauf. Das Paar wurde auch von Monika Scheibe trainiert. Im Anschluss an ihre Amateurkarriere trat das Paar Gläser/Rauschenbach bei Eisshows auf. 1986 wurde Anuschka Gläser Deutsche Meisterin im Rollkunstlauf der Damen.

## Erfolge/Ergebnisse (Eiskunstlauf)
Paarlauf (wenn nicht anders angegeben, mit Stefan Pfrengle)

### Olympische Winterspiele
- 1994 – 13. Rang – Lillehammer (mit Axel Rauschenbach)

### Weltmeisterschaften
- 1988 – 13. Rang – Budapest
- 1989 – 9. Rang – Paris
- 1990 – 12. Rang – Halifax
- 1991 – 12. Rang – München
- 1992 – 13. Rang – Oakland, Kalifornien
- 1994 – 14. Rang – Chiba (mit Axel Rauschenbach)

### Europameisterschaften
- 1988 – 9. Rang – Prag
- 1989 – 6. Rang – Birmingham
- 1990 – 5. Rang – Leningrad
- 1991 – 6. Rang – Sofia
- 1992 – 7. Rang – Lausanne
- 1994 – 10. Rang – Kopenhagen (mit Axel Rauschenbach)

### Deutsche Meisterschaften
- 1988 – 2. Rang
- 1989 – 1. Rang
- 1990 – 1. Rang
- 1991 – 3. Rang
- 1992 – 3. Rang
- 1994 – 1. Rang (mit Axel Rauschenbach)

## Erfolge/Ergebnisse (Rollkunstlauf)
Einzellauf

### Europameisterschaften
- 1986 – 3. Rang – Nîmes
- 1987 – 3. Rang – Spinea, Italien

### Deutsche Meisterschaften
- 1986 – 1. Rang
- 1987 – 3. Rang